# 허익
허익(? ~ 1920년 11월 3일)은 중국 지린성 옌지현의 국민회원이다. 독립운동가로 활동하였으며, 11월 3일 일본군에 붙잡혀 북일양구에서 순국했다. 순국선열 목록에 등재되었다.